# هاراکولا
هاراکولا (به لاتین: Harakola) یک منطقهٔ مسکونی در سری‌لانکا است که در استان مرکزی (سری‌لانکا) واقع شده‌است.